# Đường cao tốc Nha Trang – Cam Lâm
Đường cao tốc Nha Trang – Cam Lâm (ký hiệu toàn tuyến là CT.01) là một đoạn đường cao tốc thuộc hệ thống đường cao tốc Bắc – Nam phía Đông qua địa phận tỉnh Khánh Hòa.

## Quy hoạch
Theo Nghị quyết số 52/2017/QH14, đường cao tốc Nha Trang – Cam Lâm có chiều dài là 29 km, điểm cuối tại huyện Cam Lâm, tỉnh Khánh Hòa. Tuy nhiên theo Quyết định 1454/QĐ–TTg, tuyến đường có tổng chiều dài lên 49 km, điểm cuối tại huyện Cam Ranh, tỉnh Khánh Hòa; tuy nhiên tên của tuyến đường vẫn giữ nguyên là Đường cao tốc Nha Trang – Cam Lâm.

## Thiết kế
Tuyến đường có chiều dài 49,11 km; điểm đầu tại nút giao với quốc lộ 27C thuộc xã Diên Thọ, tỉnh Khánh Hòa, kết nối với đường cao tốc Vân Phong – Nha Trang; điểm cuối tại nút giao quốc lộ 27B, nối tiếp với đường cao tốc Cam Lâm – Vĩnh Hảo tại xã Nam Cam Ranh, tỉnh Khánh Hòa. Trong giai đoạn đầu, cao tốc được đầu tư 4 làn xe không có làn dừng khẩn cấp, bố trí một số điểm dừng khẩn cấp cách quãng 4 – 5km/1 điểm, nền đường rộng 17 m, vận tốc tối đa 90 km/h (trước tháng 1 năm 2024 là 80 km/h), bên cạnh đó phần lề đường được mở rộng thêm 0,5m so với thiết kế; giai đoạn hoàn chỉnh có quy mô 6 làn xe, rộng hơn 32m, vận tốc 120km/h. Trên tuyến có hầm đường bộ xuyên núi Dốc Sạn dài khoảng 700 m với 2 ống hầm.

## Xây dựng
Tuyến đường có tổng mức đầu tư hơn 7.600 tỷ đồng theo hình thức PPP (hợp đồng BOT); do Tập đoàn Sơn Hải (Quảng Trị) làm chủ đầu tư. Tuyến cao tốc được khởi công vào tháng 9 năm 2021, chính thức thông xe vào ngày 19 tháng 5 năm 2023 và đến ngày 18 tháng 6 năm 2023, tuyến đường cao tốc này đã được tổ chức lễ khánh thành cùng với đường cao tốc Vĩnh Hảo – Phan Thiết. Vào ngày 26 tháng 4 năm 2024, tuyến đường chính thức thu phí.

## Chi tiết tuyến đường

Bảng thông tin tốc độ cao tốc (Trừ đoạn hầm Dốc Sạn)

### Làn xe
- 4 làn xe, có điểm dừng khẩn cấp
- Hầm Dốc Sạn: 6 làn xe; đường dẫn 6 làn xe và 2 làn dừng khẩn cấp

### Chiều dài
- Toàn tuyến: 49,1 km

### Tốc độ giới hạn
- Tối đa: 90 km/h, Tối thiểu: 60 km/h
- Hầm Dốc Sạn: Tối đa: 80 km/h, Tối thiểu: 60 km/h

### Đường hầm
| Tên hầm     | Vị trí                                               | Chiều dài | Năm hoàn thành | Ghi chú            |
| ----------- | ---------------------------------------------------- | --------- | -------------- | ------------------ |
| Hầm Dốc Sạn | Cam Phước Đông · Cam Thịnh Đông, Cam Ranh, Khánh Hòa | 787m      | 2023           | Hướng đi Cam Lâm   |
| Hầm Dốc Sạn | Cam Phước Đông · Cam Thịnh Đông, Cam Ranh, Khánh Hòa | 723m      | 2023           | Hướng đi Nha Trang |

## Lộ trình chi tiết
- IC - Nút giao, JCT - Điểm lên xuống, SA - Khu vực dịch vụ (Trạm dừng nghỉ), TN - Hầm đường bộ, TG - Trạm thu phí, BR - Cầu
- Đơn vị đo khoảng cách là km.

| Số                                                        | Tên                                                       | Khoảng cách từ đầu tuyến                                  | Kết nối                                                   | Ghi chú                                                                                               | Vị trí                                                    | Vị trí                                                    |
| Kết nối trực tiếp với Đường cao tốc Vân Phong – Nha Trang | Kết nối trực tiếp với Đường cao tốc Vân Phong – Nha Trang | Kết nối trực tiếp với Đường cao tốc Vân Phong – Nha Trang | Kết nối trực tiếp với Đường cao tốc Vân Phong – Nha Trang | Kết nối trực tiếp với Đường cao tốc Vân Phong – Nha Trang                                             | Kết nối trực tiếp với Đường cao tốc Vân Phong – Nha Trang | Kết nối trực tiếp với Đường cao tốc Vân Phong – Nha Trang |
| --------------------------------------------------------- | --------------------------------------------------------- | --------------------------------------------------------- | --------------------------------------------------------- | --- | --------------------------------------------------------- | --------------------------------------------------------- |
| 1                                                         | IC Diên Thọ                                               | 0.0                                                       | Quốc lộ 27C Đường Cao Bá Quát/Võ Nguyên Giáp              | Đầu tuyến đường cao tốc Trạm thu phí Diên Thọ Thu phí liên thông với đường cao tốc Cam Lâm – Vĩnh Hảo | Khánh Hòa                                                 | Diên Thọ                                                  |
| 2                                                         | IC Suối Dầu                                               | 9.2                                                       | Đường Hòn Bà Đường Tỉnh 657K                              | | Khánh Hòa                                                 | Suối Dầu                                                  |
| BR                                                        | Cầu Suối Dầu                                              | ↓                                                         |                                                           | Vượt suối Dầu                                                                                         | Khánh Hòa                                                 | Ranh giới Suối Dầu – Cam Hiệp                             |
| SA                                                        | Trạm dừng nghỉ                                            | 19.6                                                      |                                                           | Hướng Bắc - Nam Chưa thi công                                                                         | Khánh Hòa                                                 | Cam Hiệp                                                  |
| 3                                                         | IC Cam Lâm                                                | 24.8                                                      | Quốc lộ 1                                                 | | Khánh Hòa                                                 | Cam Hiệp                                                  |
| SA                                                        | Trạm dừng nghỉ tạm                                        | 33                                                        |                                                           | Hướng Nam - Bắc Đang hoạt động tạm                                                                    | Khánh Hòa                                                 | Cam An                                                    |
| TN                                                        | Hầm đường bộ Dốc Sạn                                      | ↓                                                         |                                                           | | Khánh Hòa                                                 | Ranh giới Ba Ngòi – Nam Cam Ranh                          |
| 4                                                         | IC Cam Ranh                                               | 49.1                                                      | Quốc lộ 27B                                               | Cuối tuyến đường cao tốc                                                                              | Khánh Hòa                                                 | Nam Cam Ranh                                              |
| Kết nối trực tiếp với Đường cao tốc Cam Lâm – Vĩnh Hảo    |                                                           |                                                           |                                                           | |                                                           |                                                           |
| 1.000 mi = 1.609 km; 1.000 km = 0.621 mi                  |                                                           |                                                           |                                                           | |                                                           |                                                           |

Ghi chú
1. ↑  Khoảng cách dựa theo mốc lý trình thực tế của tuyến đường